# Saint-André-d'Apchon
Saint-André-d'Apchon é uma comuna francesa na região administrativa de Auvérnia-Ródano-Alpes, no departamento de Loire. Estende-se por uma área de 13,44 km². Em 2010 a comuna tinha 2 002 habitantes (densidade: 149 hab./km²).